# Xanthomendoza rosmarieae
Xanthomendoza rosmarieae је врста лишаја из породице Teloschistaceae. Откривена је 2011 године. Названа је по швајцарској научници Розмарие Хонегер.